# Xã Pierz, Quận Morrison, Minnesota
Xã Pierz (tiếng Anh: Pierz Township) là một xã thuộc quận Morrison, tiểu bang Minnesota, Hoa Kỳ. Năm 2010, dân số của xã này là 535 người.